# Kithara

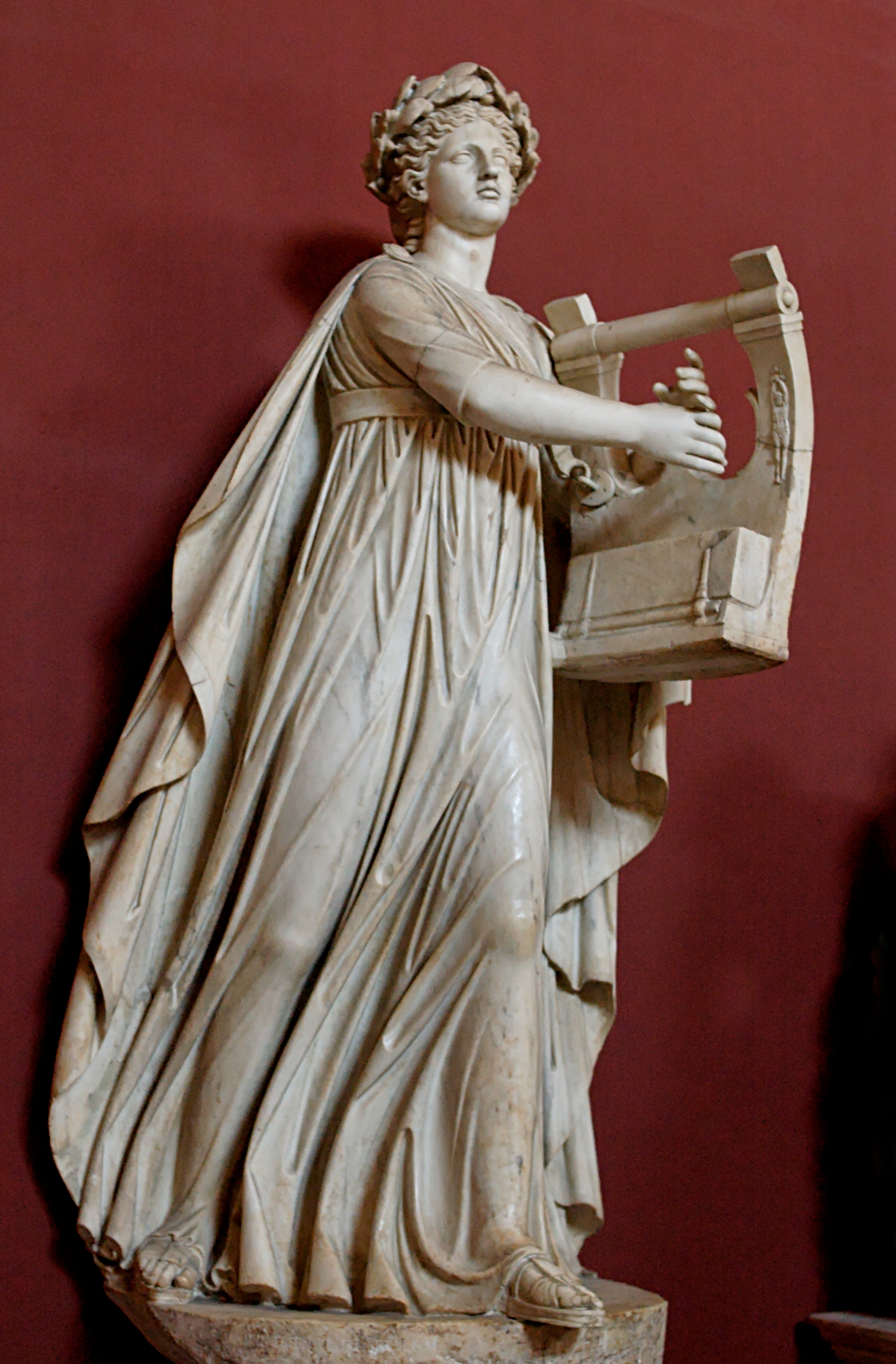
Apollo Kitharoidos; Apollo met kithara.

De kithara (Grieks: κιθάρα, kithāra, Latijn: cithara) was een snaarinstrument uit de Griekse oudheid. De benamingen van de hedendaagse muziekinstrumenten gitaar en citer zijn afgeleid van kithara.

## Geschiedenis
Volgens de Griekse mythologie werd de kithara door Hermes uitgevonden. De kithara werd in de 8e of 7e eeuw v.Chr. ontwikkeld uit de viersnarige phorminx. Beide instrumenten waren aan de Griekse god Apollo gewijd, die vaak met een van deze instrumenten werd afgebeeld. In het Oude Testament wordt de kinnor beschreven, waarmee waarschijnlijk ook een lier of kithara werd bedoeld.
De kithara was samen met de lier het meest gebruikte snaarinstrument van de Grieken en Romeinen. De lier was een echt volksinstrument, in tegenstelling tot de kithara, die voornamelijk door professionele muzikanten werd bespeeld. Een kitharaspeler werd kitharode genoemd, van Grieks κιθαρῳδός, kitharōdos.

## Beschrijving
De kithara had een grote houten klankkast die aan de onder- en voorzijde vlak en aan de achterzijde licht gewelfd was. Aan de zijkanten liep de kast uit in twee gebogen holle armen, die bovenaan verbonden waren met een dwarsstuk dat tevens als aanspanner voor de snaren diende. Een kithara had 5 tot 12 verticale snaren van gelijke lengte.